# Зелёная лампа (рассказ)
«Зелёная лампа» — рассказ русского писателя Александра Грина, написанный и впервые опубликованный в 1930 году. Считается одним из лучших поздних произведений писателя.

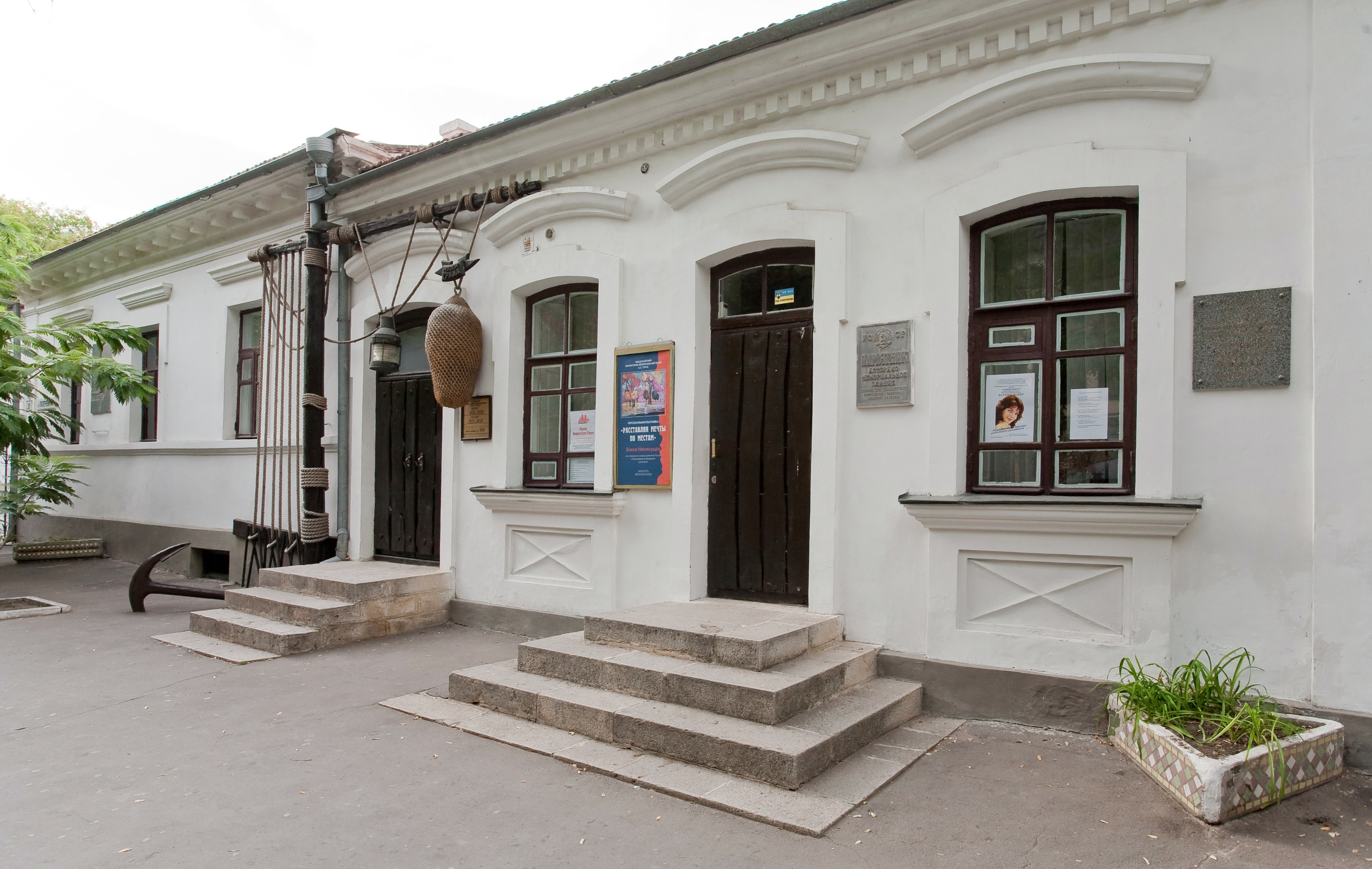
Дом Александра Грина в Феодосии, где он жил с 1924 по 1929 годы и где был написан рассказ. Ныне Литературно-мемориальный музей Александра Грина.

## Сюжет и судьба текста
В отличие от большинства поздних произведений Александра Грина, действие «Зелёной лампы» происходит не в вымышленной стране, а в реально существующем месте — Лондоне. Здесь в 1920 году миллионер Стильтон предлагает безработному Джону Иву платить ему 10 фунтов в месяц при одном условии: Ив должен сидеть в своей комнате на втором этаже над одной из центральных улиц и каждый вечер зажигать в окне зелёную лампу. Для Стильтона это издевательская шутка: по его собственным словам, он «купил человека» — «в рассрочку, надолго». Однако спустя восемь лет миллионер разоряется, попадает в больницу со сломанной ногой и узнаёт в прооперировавшем его хирурге Ива: тот, сидя при свете лампы, выучился на доктора.
Грин написал «Зелёную лампу» в Феодосии в 1930 году, за два года до смерти, и опубликовал её в журнале «Красная нива» (номера 23—24). Литературоведы относят этот рассказ к числу лучших и «программных» произведений писателя. Свет лампы здесь становится символом надежды, метафорой об искусстве как единственном источнике света.